# Ludwig Beckmann
Ludwig Beckmann (ur. 26 października 1895, zm. 20 stycznia 1965) – niemiecki as myśliwski z czasów I wojny światowej z 8 potwierdzonymi zwycięstwami powietrznymi, dowódca Kampfgruppe z.b.V. 500 w okresie II wojny światowej.

## Życiorys
Ludwig Beckmann po wybuchu I wojny światowej został powołany do piechoty niemieckiej. W końcu 1917 roku, został przeniesiony do Luftstreitkräfte i od 6 grudnia 1917 roku służył w Jasta 6. Już po sześciu tygodniach został przeniesiony do Jasta 48, a w marcu 1918 roku do Jasta 56, w której służył do końca I wojny światowej.
Ludwig Beckmann pierwsze zwycięstwo odniósł w 13 marca 1918 roku nad samolotem Royal Aircraft Factory R.E.8 w okolicach Gouzeaucourt.
22 lipca odniósł swoje trzecie zwycięstwo nad samolotem pilotowanym przez angielskiego asa myśliwskiego kapitana Harolda Mellingsa z dywizjonu No. 210 Squadron RAF. 25 lipca odniósł piąte zwycięstwo nad angielskim samolotem Sopwith Camel z jednostki No. 209 Squadron RAF. Ostatnie zwycięstwo odniósł 5 września 1918 roku nad pilotowanym przez angielskiego asa Herberta Andrew Pateya samolotem Camel z dywizjonu No. 210 Squadron RAF. Po śmierci 13 sierpnia 1918 roku dowódcy Jasta 56 Dietera Collina, Ludwig Beckmann przejął jego obowiązki, które pełnił do końca wojny.
Po zakończeniu wojny Beckmann ukończył kurs dla nauczycieli w 1920 roku w Lüdenscheid, a następnie był dyrektorem szkoły Reindoldus Schule w Dortmundzie.
W latach trzydziestych jako oficer rezerwy został przydzielony do Luftwaffe. Wstąpił do Sturmabteilung, a przed 1939 do Narodowo-Socjalistycznego Korpusu Lotniczego.
Od początku II wojny światowej służył w jednostkach transportowych Luftwaffe. Brał udział w ataku na Polskę oraz Norwegię i w iperacji Barbarossa. W grudniu 1942 roku został mianowany dowódcą grupy transportowej Kampfgruppe z.b.V. 500. Uczestniczył także w bitwie pod Demiańskiem, Stalingradem, w walkach na Kaukazie oraz operacji krymskiej.

## Odznaczenia
- Krzyż Żelazny (1914) I i II
- Frontflugspange
- Krzyż Honorowy
- Krzyż Żelazny (1939) I i II
- Złoty Krzyż Niemiecki (17 lipca 1942)
- Krzyż Rycerski (14 marca 1943)[1]